# Yousif Latif Jaralla
Yousif Latif Jaralla (Baghdad, 2 aprile 1959) è un cantastorie e narratore iracheno.

## Biografia
Stabilitosi in Italia dal 1980, realizza spettacoli sulla guerra, l'Iraq, le condizioni del Sud del mondo, la spiritualità mediorientale.
I suoi spettacoli propongono una tecnica che si manifesta mediante una circolarità ritmata, propria alla narrazione rituale sufi. Alla voce, egli affianca l'utilizzo di tamburi tradizionali di provenienza mediorientale, il cui suono contribuisce alla scansione del tempo e delle scene, amplificando l'effetto rituale della narrazione stessa.
Ha collaborato con il puparo Mimmo Cuticchio - con il quale ha messo in scena gli spettacoli Storie di santi e sultani, Il risveglio di Don Chisciotte, e Aladino di tutti i colori - i musicisti Gianni Gebbia e Lelio Giannetto, l'attrice Miriam Palma, e il giornalista e scrittore Alberto Samonà, dal quale ha tratto lo spettacolo Le orme delle nuvole.

## Spettacoli
- La casa delle farfalle
- Narrazione in tempo di guerra
- Il pianto del pavone
- Il cuore in una barca di carta
- Il volo di Etana re
- I fiumi di altrove
- L'epistola dell'amore
- Le orme delle nuvole
- Il signore dei pozzi
- La casa del gelso
- I cieli di vetro
- Le mani di Grez
- Echi della lunga distanza
- Storie di fuoco e di gelsomino
- Amadou nella pancia della balena

## Film
- L'iracheno di Martino Lo Cascio (2004)
- Weltanschauung di Salvo Cuccia (2005)
- Terra madre di Nello La Marca (2006)
- Era una volta di Daniele Ciprì (2007)
- Maesmak di Georges Salameh (2008)
- Vullipitta residence di Martino Lo Cascio (2008)
- Fuori rotta di Salvo Cuccia (2008)
- L'isola senza confini di Yousif Latif Jaralla (2011)
- Il cacciatore di piume di Yousif Latif Jaralla (2011)
- Butterfly Trip, regia di Yousif Latif Jaralla (2014)
- Mesogeios di Anton Giulio Pandolfo (2016)